# Chlorurus bleekeri
Chlorurus bleekeri là một loài cá biển thuộc chi Chlorurus trong họ Cá mó. Loài này được mô tả lần đầu tiên vào năm 1940.

## Từ nguyên
Từ định danh của loài được đặt theo tên của nhà ngư học người Hà Lan Pieter Bleeker, người đã nhầm lẫn loài này với Scarus quoyi vào năm 1853.

## Phạm vi phân bố và môi trường sống
C. bleekeri có phạm vi phổ biến ở Tây Thái Bình Dương, nhưng thưa vắng ở Đông Ấn Độ Dương (chủ yếu được biết đến tại các rạn san hô vòng ngoài khơi Tây Úc). Từ bờ biển Nha Trang (Việt Nam), C. bleekeri được ghi nhận rộng rãi ở các đảo quốc thuộc Đông Nam Á; mở rộng về phía đông đến các đảo quốc thuộc châu Đại Dương (xa nhất là đến quần đảo Samoa); trải dài về phía nam đến rạn san hô Great Barrier; ngược lên phía bắc đến vùng biển phía nam Nhật Bản.
Loài này sống gần các rạn san hô ven bờ và trong các đầm phá ở độ sâu đến ít nhất là 35 m.

## Mô tả
C. bleekeri có chiều dài cơ thể tối đa được biết đến là gần 50 cm. Thân thuôn dài, hình bầu dục; vây đuôi cụt ở cả hai giới. C. bleekeri đực trưởng thành có màu xanh lục lam với các vạch màu hồng trên mỗi vảy. Vây lưng và vây hậu môn có các dải sọc ngang màu hồng tím. Hai bên má có một vùng màu trắng được viền xanh lục và hồng tím.
Cá cái có màu nâu sẫm với 3–4 dải sọc màu xám nhạt ở trên thân; cuống và vây đuôi màu vàng nhạt. Vảy có các vạch màu cam sẫm. Xung quanh miệng có các vệt màu xanh lam sáng ở cả hai giới. Cá cái của C. bleekeri và Scarus schlegeli rất giống nhau về hình thái, trừ phần cuống đuôi vàng chỉ có ở C. bleekeri.
Số gai vây lưng: 9; Số tia vây ở vây lưng: 10; Số gai vây hậu môn: 3; Số tia vây ở vây hậu môn: 9; Số tia vây ở vây ngực: 15.
Rất khó để phân biệt cá cái của C. bleekeri với Chlorurus troschelii và Chlorurus capistratoides. Cá đực của chúng có thể nhận biết thông qua kiểu hình ở hai bên má: chỉ C. bleekeri là có vùng trắng được viền hoàn toàn bởi sọc màu xanh, còn vùng trắng ở C. troschelii chỉ được viền bởi một vệt xanh ở trên, và còn C. capistratoides không có viền xanh bao quanh vùng trắng này. C. bleekeri là một loài chị em với Chlorurus bowersi, và C. troschelii cũng được cho là nằm trong nhóm chị em với hai loài này.

## Sinh thái học
Thức ăn của C. bleekeri là tảo. Cá cái thường hợp thành các nhóm nhỏ hoặc có thể lẫn vào đàn của các loài cá khác khi kiếm ăn; cá đực sống đơn độc và bơi gần đó. Cá đực có thể sống theo chế độ hậu cung. C. bleekeri là một loài lưỡng tính tiền nữ.
C. bleekeri có thể bị đánh bắt bằng thuốc nổ ở khu vực Tam giác San Hô.